# Hamilton (Musical)
Hamilton ist ein Musical von Lin-Manuel Miranda über das Leben des Gründervaters der Vereinigten Staaten Alexander Hamilton. Miranda wurde durch das Buch Alexander Hamilton von Ron Chernow zum Schreiben des Musicals inspiriert. Es verfolgt Hamiltons Aufstieg vom immigrierten Waisen zum ersten US-amerikanischen Finanzminister und anschließende Krisen bis zu seinem Tod im Duell mit Aaron Burr. Die Musik ist von Hip-Hop und R&B beeinflusst.
Die Off-Broadway-Premiere fand am 20. Januar 2015 statt. Seit dem 6. August 2015 ist Hamilton regelmäßig auf dem Broadway zu sehen. Dort ist das Musical finanziell erfolgreich, weitere Inszenierungen in den USA und international schlossen sich an. In Deutschland war das Musical als erste nicht-englischsprachige Produktion vom 6. Oktober 2022 bis 15. Oktober 2023 im Hamburger Operettenhaus zu sehen.
Hamilton zählt zu den erfolgreichsten Musicals der Musikgeschichte und wurde mit zahlreichen Preisen ausgezeichnet, darunter elf Tony Awards und ein Pulitzer-Preis. Die Audio-Aufnahme des Musicals gewann einen Grammy Award als „Best Musical Theater Recording“ und war, wie auch weitere abgeleitete Werke, kommerziell überaus erfolgreich.

## Handlung

### Akt 1

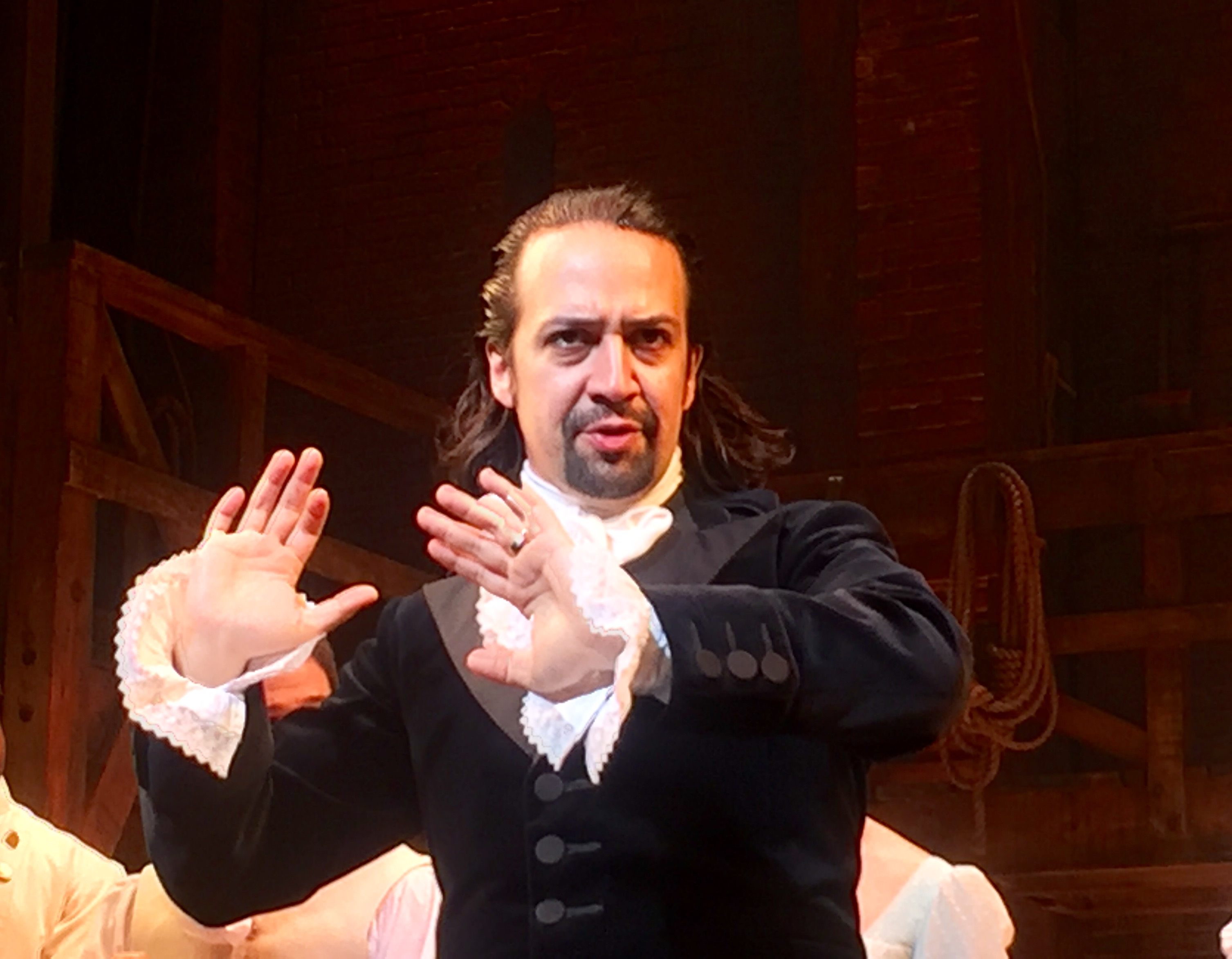
Lin-Manuel Miranda als Alexander Hamilton, April 2016

Das Musical beginnt mit dem Ensemble, das die frühen Jahre von Alexander Hamilton als Waise in der Karibik zusammenfasst (Alexander Hamilton). Er verliert Mutter und Vater, beginnt zu schreiben und emigriert schließlich nach New York.
Im Sommer 1776 trifft Hamilton in New York City auf Aaron Burr, der ihm rät, weniger zu reden und mehr zu lächeln (Aaron Burr, Sir). Hamilton widerspricht Burrs Philosophie und schließt sich stattdessen drei Revolutionären an, die er in einer Bar trifft: dem Abolitionisten John Laurens, dem extravaganten Franzosen Marquis de Lafayette und dem Schneiderlehrling Hercules Mulligan. Hamilton verblüfft sie mit seinen rhetorischen Fähigkeiten (My Shot / Ein Schuss), und sie träumen gemeinsam davon, als Freiheitskämpfer in die Geschichte einzugehen (The Story of Tonight / Heute Nacht). Inzwischen erkunden die reichen Schuyler-Schwestern Angelica, Eliza und Peggy Manhattan und sprechen ihre Begeisterung dafür aus, dass sie mit dem Beginn der Revolution Geschichte miterleben. Besonders Angelica will selbst ein Teil davon sein und sich für Frauenrechte starkmachen (The Schuyler Sisters / Die Schuyler Schwestern).
Samuel Seabury, ein Redner und Loyalist, predigt gegen die amerikanische Revolution. Hamilton spottet über ihn und widerlegt seine Aussagen (Farmer Refuted / Der widerlegte Farmer). Daraufhin kommt eine Nachricht von König Georg III., in der er die Kolonisten erinnert, dass er bereit dazu ist, für ihre Treue zur Krone zu kämpfen (You’ll Be Back / Schon bald).
Die Revolution ist im Gange. Hamilton, Burr und ihre Freunde schließen sich der Kontinentalarmee an. Als sich die Armee aus New York City zurückzieht, erkennt General George Washington, dass er Hilfe braucht, um den Krieg zu gewinnen. Obwohl sich Hamilton ein Kommando wünscht und an den Frontlinien kämpfen möchte, ergreift er die Chance, die Washington ihm bietet, und akzeptiert die Position als dessen Adjutant (Right Hand Man / Eine rechte Hand).
Im Winter 1780 besuchen die Männer einen Ball von Philip Schuyler. Hamilton wirft dabei ein Auge auf die Töchter des Hausherrn (A Winter’s Ball / Ein Winterball). Eliza ist sofort begeistert, nachdem sie Hamilton von Angelica vorgestellt wurde, und bald darauf heiraten Hamilton und Eliza (Helpless / Hilflos). Inzwischen fühlt sich auch Angelica intellektuell und körperlich zu Hamilton hingezogen, verbirgt aber ihre Gefühle zum Wohle ihrer Schwester und für das Ansehen ihrer Familie, da Hamilton als mittelloser Immigrant nicht die älteste der Schwestern heiraten sollte (Satisfied / Zufrieden). Burr erscheint nach der Hochzeitsfeier, um Hamilton zu beglückwünschen. Dabei gibt er in einem kurzen privaten Gespräch mit Hamilton zu, dass er eine Affäre mit der Frau eines britischen Offiziers hat. Hamilton rät ihm, Maßnahmen zu ergreifen (The Story of Tonight (Reprise) / Heute Nacht (Reprise)), aber Burr bevorzugt es, zu warten und zu sehen, was das Leben für ihn zu bieten hat (Wait for It / Warte noch).
Während die Revolution immer weiter fortschreitet, fordert Hamilton Washington wiederholt auf, ihm ein Kommando zu geben, aber Washington lehnt ab und befördert stattdessen Charles Lee. Diese Entscheidung erweist sich in der Schlacht von Monmouth als katastrophal, da Lee gegen Washingtons Anweisung einen Befehl zum Rückzug gibt. Er wird daraufhin von Washington seines Kommandos enthoben und Lafayette bekommt den Posten. Verärgert darüber verbreitet Lee verleumderische und rachsüchtige Gerüchte über Washington. Hamilton möchte ihn dafür zur Rechenschaft ziehen, aber Washington befiehlt ihm, die Kommentare zu ignorieren. Laurens, der ebenfalls Washington unterstützen möchte, verabredet mit Hamilton, sich mit Lee zu duellieren, um die Missachtung der Befehle Washingtons durch Hamilton zu vermeiden (Stay Alive / Halte durch). Laurens gewinnt das Duell, indem er Lee verletzt (Ten Duel Commandments / 10 Duell-Gebote). Washington ist wütend über das Duell und befiehlt Hamilton, nach Hause zu seiner Frau zurückzukehren (Meet Me Inside / Wir reden drinn’n). Als er dort ankommt, erfährt er von Eliza, dass sie schwanger ist. Sie beruhigt den zweifelnden Hamilton, dass er genug für sie sei (That Would Be Enough / Das wär mir genug).
Lafayette nimmt eine größere Führungsrolle in der Revolution ein und überzeugt Frankreich, sich der amerikanischen Sache anzuschließen. Das Gleichgewicht verschiebt sich zugunsten der kontinentalen Armee. Washington und Lafayette sind sich bewusst, dass sie den Krieg gewinnen können, indem sie die britische Marine in Yorktown abschneiden, aber sie brauchen Hamilton, um dies zu tun, und der General gibt ihm widerwillig sein lang ersehntes Kommando (Guns And Ships / See und Land). Am Vorabend der Schlacht erinnert sich Washington an sein verheerendes erstes Kommando und erklärt Hamilton, dass es niemand in der Hand hat, wie man sich an ihn erinnert (History Has Its Eyes on You / Die Geschichte wird dabei Zeuge sein). Nach einigen Tagen des Kampfes ist die Kontinentalarmee siegreich. Die Briten kapitulieren in der letzten großen Schlacht des Krieges, der Schlacht um Yorktown (Yorktown (The World Turned Upside Down) / Yorktown (Der Wind hat sich gedreht)). Im Angesicht seiner Niederlage fragt König Georg III. die Rebellen, wie sie sich vorstellen, auf eigenen Beinen zu stehen und zu regieren, ohne dass ihre Leute sie hassen (What Comes Next? / Und was jetzt?).
Kurze Zeit nach der Revolution wird Hamiltons Sohn Philip geboren, während Burr eine Tochter Theodosia bekommt (Dear Theodosia / Oh, Theodosia). Hamilton erhält die Nachricht, dass Laurens in einem scheinbar sinnlosen Kampf getötet wurde (Tomorrow There’ll Be More of Us / Schon morgen gibt es mehr von uns). Hamilton und Burr kehren beide nach New York zurück, um ihr Studium zu beenden, und verfolgen eine Karriere als Anwälte. Burr beobachtet ehrfürchtig Hamiltons unnachgiebigen Fleiß und reagiert zunehmend gereizt auf dessen Erfolge. Im Sommer 1787 wird Hamilton als Delegierter zur Philadelphia Convention gewählt. Er motiviert James Madison und John Jay, die Federalist Papers zu schreiben, nachdem Burr eine Mitarbeit ablehnt. Der neu gewählte Präsident Washington bietet Hamilton den Posten des Finanzministers an und Hamilton akzeptiert trotz Elizas Bitte, es nicht zu tun (Non-Stop).

### Akt 2

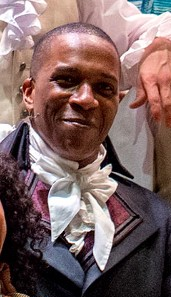
Leslie Odom, Jr. als Aaron Burr, Juli 2015

Im Jahr 1789 kehrt Thomas Jefferson aus Frankreich in die Vereinigten Staaten zurück, wo er die meisten Konföderationsartikel als Botschafter beisteuert. Washington bittet Jefferson daraufhin, den Posten des Außenministers zu übernehmen. Jedoch bittet auch Madison Jefferson um Hilfe. Er möchte Hamiltons Finanzplan stoppen, da er befürchtet, dass dieser der Regierung zu viel Kontrolle gibt (What’d I Miss? / Was hab ich verpasst?). Während einer Kabinettssitzung kommt es zwischen Jefferson und Hamilton zu einer Debatte über die Vor- und Nachteile von Hamiltons Finanzplan. Washington zieht dabei Hamilton beiseite und möchte, dass er sich einen Kompromiss überlegt, um im Kongress eine Mehrheit für seinen Plan zu gewinnen (Cabinet Battle #1 / Kabinett Battle #1).
Während Hamilton zu Hause arbeitet, erinnert Eliza ihn an den neunten Geburtstag von Philip. Philip präsentiert Hamilton einen kurzen Rap, den er komponiert hat, und erstaunt damit seinen Vater. Angelica rät Hamilton, Jefferson von seinem Plan zu überzeugen, damit der Kongress seine Idee akzeptieren wird. Später versuchen Eliza und Angelica, Hamilton zu überreden, sie in den Sommerurlaub zu begleiten, aber Hamilton weigert sich. Er sagt, dass er an seinem Plan für den Kongress weiter arbeiten und deswegen in New York bleiben müsse (Take a Break / Nimm dir Zeit).
Während er allein ist, wird Hamilton von Maria Reynolds besucht, die von ihrem Ehemann misshandelt wird. Hamilton bietet ihr an, ihr zu helfen, und sie beginnen eine Affäre. Marias Ehemann James Reynolds erpresst daraufhin Hamilton. Hamilton ist wütend auf Maria, begleicht aber dennoch Reynolds Forderungen und setzt die Affäre fort (Say No to This / Sag Nein dazu).
Hamilton bespricht seinen Plan mit Jefferson und Madison während eines privaten Abendessens, das zum Kompromiss von 1790 führt: Hamilton erfährt Unterstützung für seine Finanzpläne, im Austausch wird die Hauptstadt der Vereinigten Staaten von New York nach Washington, D.C. verlegt. Burr ist neidisch auf Hamiltons Einfluss in der Regierung und wünscht, er hätte genauso viel Macht (The Room Where It Happens / In diesem Zimmer). Daraufhin wechselt Burr die politische Partei und besiegt Elizas Vater, Phillip Schuyler, in einem Kampf um einen Sitz im Senat. Das treibt endgültig einen Keil zwischen Burr und Hamilton (Schuyler Defeated / Schuyler besiegt).
In einer weiteren Kabinettssitzung streiten Jefferson und Hamilton darüber, ob die Vereinigten Staaten Frankreich in seiner Revolution unterstützen sollten. Washington lässt sich schließlich von Hamilton überzeugen, neutral zu bleiben (Cabinet Battle #2 / Kabinett Battle #2). Nach der Sitzung beklagen Burr, Jefferson und Madison, wie schön es für Hamilton sein müsse, immer die Unterstützung Washingtons zu haben, und sie suchen einen Weg, um Hamiltons Ansehen zu beschädigen (Washington on Your Side / Mit Washington Hand in Hand).
Washington erzählt Hamilton, dass Jefferson von seiner Position in der Regierung zurückgetreten ist, um für das Präsidentenamt zu kandidieren, und dass Washington selbst zurücktritt. Hamilton ist schockiert, aber Washington überzeugt ihn, dass es das Richtige sei, und sie schreiben einen Abschiedsbrief (One Last Time / Ein letztes Mal). In England erhält König Georg III. die Nachricht über den Rücktritt Washingtons und die Wahl von John Adams zum Präsidenten. Der König freut sich darauf, dass die Vereinigten Staaten nun unter Führung des ihm persönlich bekannten und als schwach eingeschätzten Adams zerfallen werden (I Know Him / Kenn’ ich den?).
Adams und Hamilton haben eine Auseinandersetzung und zerstören damit die Föderalistische Partei (The Adams Administration / John Adams Präsidentschaft). Jefferson, Madison und Burr glauben, einen Skandal entdeckt zu haben, mit dem sie in der Lage sind, Hamilton zu zerstören, in dem sie ihn beschuldigen, Staatsgelder veruntreut und Hochverrat begangen zu haben. In Wirklichkeit haben sie jedoch die privaten Zahlungen Hamiltons an James Reynolds aufgrund seiner Affäre mit Maria Reynolds gefunden. Hamilton, der weiß, dass die Wahrheit der einzige Ausweg ist, erzählt ihnen von seiner Affäre und bittet sie, niemandem etwas zu sagen, was sie versprechen (We Know / Die Wahrheit). Immer noch besorgt darüber, dass sie seine Affäre öffentlich machen könnten, denkt Hamilton darüber nach, wie sein offenes und ehrliches Schreiben ihn in der Vergangenheit gerettet hat (Hurricane). Daraufhin veröffentlicht er eine Erklärung über die Affäre in der Hoffnung, die Gerüchte über Veruntreuung zerstreuen und sein politisches Vermächtnis retten zu können (The Reynolds Pamphlet / Das Reynolds Pamphlet). Sein persönlicher Ruf ist jedoch ruiniert. Verzweifelt verbrennt Eliza alle Briefe, die sie mit ihm ausgetauscht hat, und zerstört somit Hamiltons Chance, von „zukünftigen Historikern“ erlöst zu werden und der Welt vorzuenthalten, wie sie reagiert hat, indem sie sich aus der Erzählung löscht (Burn / Brenn’).
Die Jahre vergehen und Hamiltons Sohn Philip fordert einen Mann namens George Eacker, der Hamilton öffentlich denunzierte, zu einem Duell heraus. Philip zielt zu Beginn des Duells in den Himmel, aber Eacker schießt verfrüht (Blow Us All Away / Hau’ uns alle um). Philip wird zu einem Arzt gebracht, der ihn jedoch nicht retten kann, und Hamilton und Eliza erreichen ihren Sohn kurz bevor er stirbt (Stay Alive (Reprise) / Halte durch (Reprise)). Nach dem Tod von Philip ziehen die Hamiltons in einen Vorort. Hamilton trauert um seinen Sohn und bittet Eliza um Vergebung, die er schließlich bekommt (It’s Quiet Uptown / Es ist ruhiger Uptown).
Bei der Präsidentschaftswahl von 1800 wird Präsident John Adams besiegt. Jefferson und Burr, die für die Demokratisch-Republikanische Partei antreten, hingegen finden sich in einem Patt wieder. Hamilton ist verärgert, dass Burr für seinen persönlichen Gewinn zum wiederholten Male seine Ideale ändert und unterstützt öffentlich Jefferson, der schließlich das Präsidentenamt erringt (The Election of 1800 / Die Wahl von 1800). Burr ist außer sich vor Wut, steht im Briefwechsel mit Hamilton und fordert ihn schließlich zu einem Duell heraus (Your Obedient Servant / Euer treuester Diener). Vor Sonnenaufgang am Morgen des Duells bittet Eliza Hamilton, wieder ins Bett zu kommen, aber er sagt ihr, dass er gehen muss, und gibt ihr noch einige liebevolle Worte mit auf den Weg (Best of Wives and Best of Women / Beste Frau, beste Gattin).
Burr und Hamilton reisen für das Duell nach Weehawken, New Jersey, in die Nähe der Stelle, wo Philip erschossen wurde. Als ein Schuss erklingt, hält Hamilton einen inneren Monolog über den Tod, seine Beziehungen und sein Vermächtnis. Er streckt seine Pistole gen Himmel, wird von Burrs Schuss getroffen und stirbt bald darauf. Burr klagt darüber, dass er, obwohl er überlebt hat, verflucht sei. Er sei der Schurke in der Geschichte und man werde ihn nur in Erinnerung behalten als den Mann, der Alexander Hamilton getötet hat (The World Was Wide Enough / Die Welt war groß genug).
Das Ensemble versammelt sich, um die Geschichte zu beenden. Washington tritt ein und erinnert das Publikum daran, dass sie keine Kontrolle darüber haben, wie sich in Zukunft an sie erinnert wird. Jefferson und Madison geben gemeinsam das Genie der Arbeit ihres politischen Rivalen zu. Eliza erzählt, wie sie darum kämpft, das Vermächtnis ihres Mannes über die nächsten 50 Jahre zu retten und das erste private Waisenhaus in New York City gründet (Who Lives, Who Dies, Who Tells Your Story / Wer lebt, wer stirbt, wer schreibt Geschichte).

## Hintergrund

### Entstehungsgeschichte
Am Flughafen, während seines Urlaubs vom Broadway-Musical In the Heights, entschied sich Lin-Manuel Miranda das Buch Alexander Hamilton von Ron Chernow, eine Biografie über Alexander Hamilton, zu lesen. Nach einigen Kapiteln konnte sich Miranda eine Musicalumsetzung von Hamiltons Leben vorstellen. Er recherchierte daraufhin, ob es bereits eine Theaterumsetzung gab und stieß dabei auf eine Broadway-Aufführung von 1917 mit George Arliss als Hamilton.
Nach Mirandas Entdeckung begann er das Projekt The Hamilton Mixtape. Am 12. Mai 2009 war Miranda vom Weißen Haus zum „Evening of Poetry, Music and the Spoken Word“ eingeladen, Lieder aus seinem Musical In the Heights darzubieten. Stattdessen sang er das erste Lied von The Hamilton Mixtape, eine Rohversion von Alexander Hamilton, der Eröffnungsnummer des späteren Musicals Hamilton. An My Shot, einem weiteren Lied des Musicals, arbeitete er ein Jahr.
Miranda führte am 27. Juli 2013 die Workshop-Produktion The Hamilton Mixtape beim Vassar Reading Festival auf. Sie wurde von Thomas Kail inszeniert und musikalisch inszeniert von Alex Lacamoire. Die Workshop-Produktion bestand aus dem kompletten ersten Akt und drei Liedern des zweiten Akts. Lacamoire begleitete den Auftritt auf einem Klavier.
Vom ursprünglichen Workshop-Ensemble verblieben nur drei in der Off-Broadway-Produktion: Miranda, Daveed Diggs und Christopher Jackson. Fast das komplette Off-Broadway-Ensemble nahm auch auf dem Broadway wieder seine Rollen ein, außer Brian d’Arcy James, der von Jonathan Groff als König Georg III. ersetzt wurde.

### Musik
Die Musik in Hamilton ist von Hip-Hop und R&B geprägt, enthält jedoch auch Anleihen aus anderen Genres, wie Jazz, dem Pop der 90er, der amerikanischen Populärmusik um 1900 und zeitgenössischer Musicalmusik. Zum Teil werden einzelne Genres gezielt eingesetzt: Die von King George gesungenen Stücke sind an den Pop der Beatles angelehnt und Thomas Jefferson, der älter war als die meisten anderen Gründerväter, singt das vom Jazz beeinflusste What'd I Miss?
Die Instrumentierung arbeitet sowohl mit klassischen Instrumenten als auch mit dem Einsatz elektronisch-synthetischer musikalischer Gestaltungsmittel. In der Broadway-Inszenierung sind die Instrumente wie folgt auf zehn Musiker verteilt:
- Violine 1
- Violine 2
- Violine/Bratsche
- Violoncello
- Kontrabass/E-Bass/Synth.
- Akustische Gitarre (sowohl mit Nylon- als auch mit Stahlsaiten), Elektrische Gitarre, Banjo (Tenor)
- Keyboard 1/Dirigent
- Keyboard 2/stellv. Dirigent
- Schlagzeug/Timbales/Synth.
- Percussion/Stabspiel/Glockenspiel/Röhrenglocken/Synth.

### Film-Aufnahmen
Im Juni 2016 bestätige Miranda, dass eine Videoaufzeichnung des Musicals mit dem ursprünglichen Broadway-Cast angefertigt würde. Diese sollte ursprünglich im Oktober 2021 in den Kinos anlaufen. Aufgrund der COVID-19-Pandemie wurde die Veröffentlichung von Hamilton auf den 3. Juli 2020 vorgezogen, jedoch nicht im Kino, sondern beim Streamingdienst Disney+.

## Titelliste
Broadway
| Erster Akt - Alexander Hamilton – Ensemble (ohne King George III) - Aaron Burr, Sir – Hamilton, Burr, Laurens, Lafayette und Mulligan - My Shot – Hamilton, Laurens, Lafayette, Mulligan, Burr und Ensemble - The Story of Tonight – Hamilton, Laurens, Lafayette, Mulligan - The Schuyler Sisters – Angelica, Eliza, Peggy, Burr und Ensemble - Farmer Refuted – Samuel Seabury and Hamilton - You’ll Be Back – King George III - Right Hand Man – Washington, Hamilton, Burr, Laurens, Lafayette, Mulligan und Ensemble - A Winter’s Ball – Burr, Hamilton, Männer - Helpless – Eliza, Hamilton, Angelica, Frauen - Satisfied – Angelica, Eliza, Hamilton und Ensemble - The Story of Tonight (reprise) – Laurens, Lafayette, Mulligan, Hamilton, Burr - Wait for It – Burr und Ensemble - Stay Alive – Hamilton, Washington, Laurens, Lafayette, Mulligan, Eliza, Angelica, Lee und Ensemble - Ten Duel Commandments – Laurens, Hamilton, Lee, Burr und Ensemble - Meet Me Inside – Washington, Hamilton, Burr, Laurens und Ensemble - That Would Be Enough – Eliza und Hamilton - Guns and Ships – Lafayette, Burr, Washington und Ensemble - History Has Its Eyes on You – Washington und Ensemble - Yorktown (The World Turned Upside Down) – Hamilton, Lafayette, Laurens, Mulligan, Washington und Ensemble - What Comes Next? – King George III - Dear Theodosia – Burr, Hamilton - Tomorrow There’ll Be More of Us – Laurens (Eliza, Hamilton) † - Non-Stop – Hamilton, Burr, Eliza, Angelica, Washington und Ensemble | Zweiter Akt - What’d I Miss – Jefferson, Burr, Madison, Washington, Hamilton und Ensemble - Cabinet Battle #1 – Jefferson, Hamilton, Washington und Madison - Take a Break – Eliza, Philip, Hamilton, und Angelica - Say No to This – Hamilton, Maria Reynolds, James Reynolds und Ensemble - The Room Where It Happens – Burr, Hamilton, Jefferson, Madison und Ensemble - Schuyler Defeated – Philip, Eliza, Hamilton und Burr - Cabinet Battle #2 – Washington, Jefferson, Hamilton und Madison - Washington on Your Side – Burr, Jefferson und Madison - One Last Time – Washington, Hamilton und Ensemble ‡ - I Know Him – King George III - The Adams Administration – Burr, Hamilton, Jefferson, Madison und Ensemble - We Know – Hamilton, Burr, Jefferson und Ensemble - Hurricane – Hamilton und Ensemble - The Reynolds Pamphlet – Hamilton, Jefferson, Madison, Burr, Angelica und Ensemble - Burn – Eliza - Blow Us All Away – Philip, Hamilton, Eacker, Dolly, Martha und Ensemble - Stay Alive (reprise) – Philip, Hamilton, Eliza, Doctor und Ensemble - It’s Quiet Uptown – Angelica, Hamilton, Eliza und Ensemble - The Election of 1800 – Jefferson, Madison, Burr, Hamilton und Ensemble - Your Obedient Servant – Burr, Hamilton - Best of Wives and Best of Women – Eliza, Hamilton - The World Was Wide Enough – Burr, Hamilton und Ensemble - Who Lives, Who Dies, Who Tells Your Story – Eliza, Washington, Burr, Jefferson, Madison, Angelica, Laurens, Lafayette, Mulligan und Ensemble |

† Tomorrow There’ll Be More of Us, eine zweite Reprise zu The Story of Tonight, ist nicht auf der 2015 veröffentlichten Studioaufnahme enthalten. Miranda sagte dazu, das Stück sei „mehr eine Szene als ein Song“.
‡ In der Off-Broadway-Produktion als One Last Ride betitelt.

## Inszenierung
Vereinigte Staaten / Vereinigtes Königreich

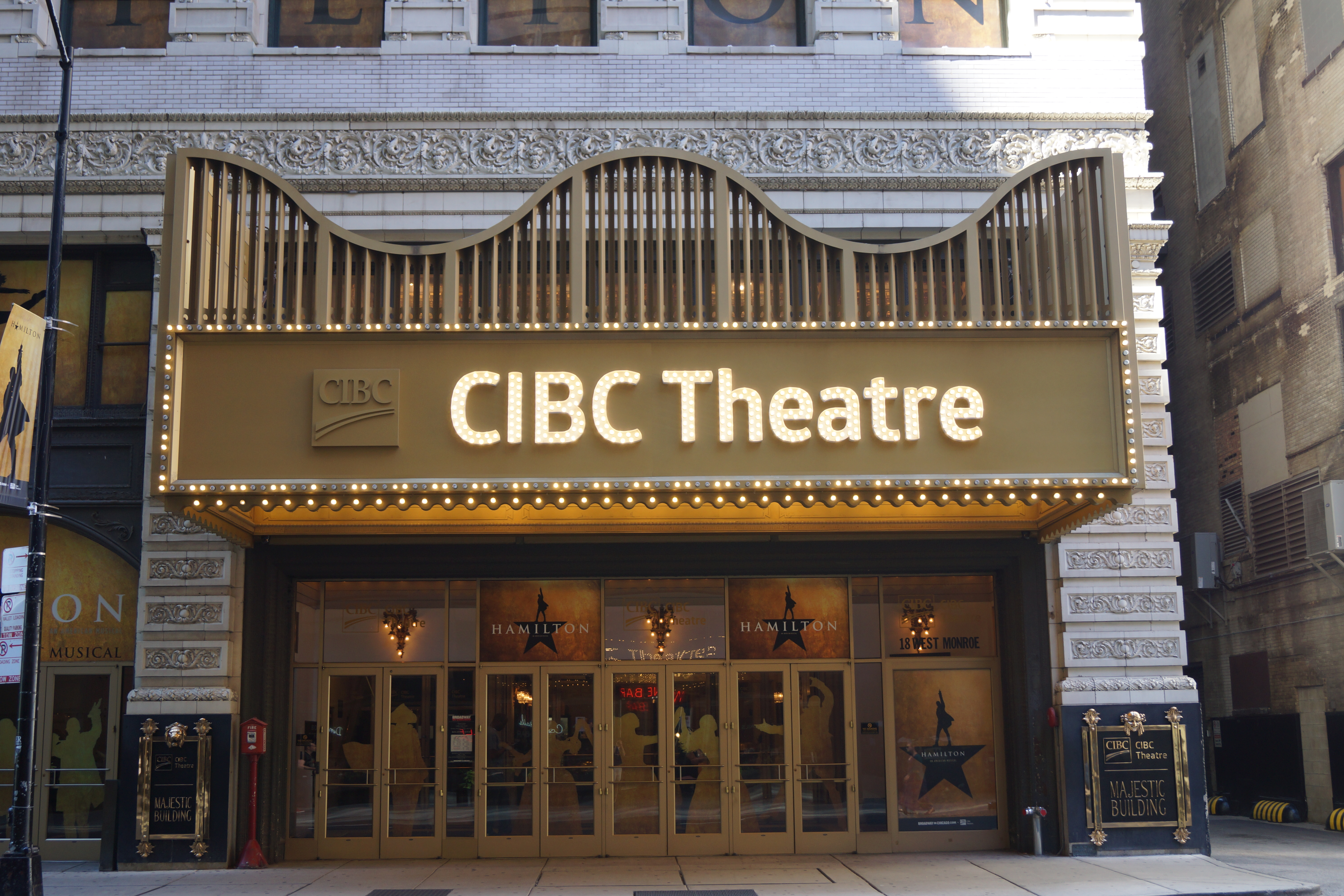
Werbung für Hamilton in Chicago

Die Off-Broadway-Show lief zwischen dem 20. Januar und dem 3. Mai 2015 im The Public Theater in New York City. Seit dem 6. August 2015 ist Hamilton regelmäßig im Richard Rodgers Theatre am Broadway zu sehen. Dort ist das Musical seit Jahren finanziell erfolgreich.
Von Oktober 2016 bis Januar 2020 war Hamilton im CIBC Theatre in Chicago zu sehen. Seit 2017 finden zudem Touren durch die USA statt, in deren Rahmen Hamilton auch in Puerto Rico aufgeführt wurde. Aus diesem Außengebiet der Vereinigten Staaten stammen Mirandas Eltern.
Seit dem 21. Dezember 2017 läuft die Inszenierung im Victoria Palace Theatre in London.
Deutschland
Stage Entertainment Germany kündigte im September 2019 eine deutsche Produktion des Musicals an. Diese sollte ursprünglich im Herbst 2020 Premiere feiern, musste jedoch aufgrund der COVID-19-Pandemie zweimal verschoben werden. Die Premiere fand somit erst am 6. Oktober 2022 im Operettenhaus in Hamburg statt.
Die Übersetzung des Textes stammt von Musicalautor und Übersetzer Kevin Schroeder und Rapper Sera Finale.
Im März 2023 wurde bekannt, dass das Musical aufgrund schwacher Kartennachfrage nach einem Jahr abgesetzt wird. Am 15. Oktober des Jahres war die letzte Vorstellung.

## Premierenbesetzungen
| Rollen                                 | Off-Broadway (2015)    | Broadway (2015)        | Hamburg (2022)                                     |
| -------------------------------------- | ---------------------- | ---------------------- | -------------------------------------------------- |
| Alexander Hamilton                     | Lin-Manuel Miranda     | Lin-Manuel Miranda     | Benét Monteiro alternierend: Diluckshan Jeyaratnam |
| Aaron Burr                             | Leslie Odom Jr.        | Leslie Odom Jr.        | Gino Emnes                                         |
| Eliza Hamilton                         | Phillipa Soo           | Phillipa Soo           | Ivy Quainoo                                        |
| Marquis de Lafayette, Thomas Jefferson | Daveed Diggs           | Daveed Diggs           | Daniel Dodd-Ellis                                  |
| Angelica Schuyler                      | Renée Elise Goldsberry | Renée Elise Goldsberry | Chasity Crisp                                      |
| George Washington                      | Christopher Jackson    | Christopher Jackson    | Charles Simmons                                    |
| John Laurens, Philip Hamilton          | Anthony Ramos          | Anthony Ramos          | Oliver Edward                                      |
| Hercules Mulligan, James Madison       | Okieriete Onaodowan    | Okieriete Onaodowan    | Redchild                                           |
| King George III                        | Brian d’Arcy James     | Jonathan Groff         | Jan Kersjes                                        |
| Peggy Schuyler, Maria Reynolds         | Jasmine Cephas Jones   | Jasmine Cephas Jones   | Mae Ann Jorolan                                    |

## Soundtrack

### Studioaufnahme
Am 25. September 2015 wurde eine Studioaufnahme des Musicals veröffentlicht. Mit Stand der Woche vom 27. Februar 2020 ist Hamilton seit insgesamt 282 Wochen in den Billboard-200-Album-Charts vertreten. Am 8. Juli 2020 erreichte es dort mit Platz 2 seinen Höchststand. 22 Lieder des Albums errangen Auszeichnungen für Musikverkäufe.

### Mixtape
Am 9. Dezember 2016 wurde The Hamilton Mixtape veröffentlicht. Das Mixtape, auf dem verschiedene Künstler Stücke aus dem Musical sowie von diesem inspirierte Songs covern, erreichte Platz 1 in den amerikanischen Albumcharts. 2018 schaffte es The Hamilton Polka, ein auf Stücken des Musicals basierendes Polka-Medley von Weird Al Yankovic in den USA auf Platz 1 der Billboard Comedy Digital Track Sales Charts.

### The German EP
Durch Atlantic Records erscheinen 16 Songs in deutscher Sprache. Die HAMILTON: The German EP wird am 12. Mai 2023 digital veröffentlicht.
Folgende Songs sind auf der EP enthalten:
- Alexander Hamilton
- Aaron Burr, Sir
- Ein Schuss
- Die Schuyler Schwestern
- Schon Bald
- Hilflos
- Zufrieden
- Warte Noch
- Yorktown
- Non-Stop
- Was Hab Ich Verpasst?
- Sag Nein Dazu
- In Diesem Zimmer
- Ein Letztes Mal
- Es Ist Ruhiger Uptown
- Wer Lebt, Wer Stirbt, Wer Schreibt Geschichte

## Rezeption

### Kommerzieller Erfolg
Die Off-Broadway-Uraufführung von Hamilton war ausverkauft. Auf dem Broadway war Hamilton in jedem der Jahre 2016 bis 2020 ausverkauft und das jeweils einnahmenstärkste Musical (Stand: 14. Juli 2020).

### Kritiken

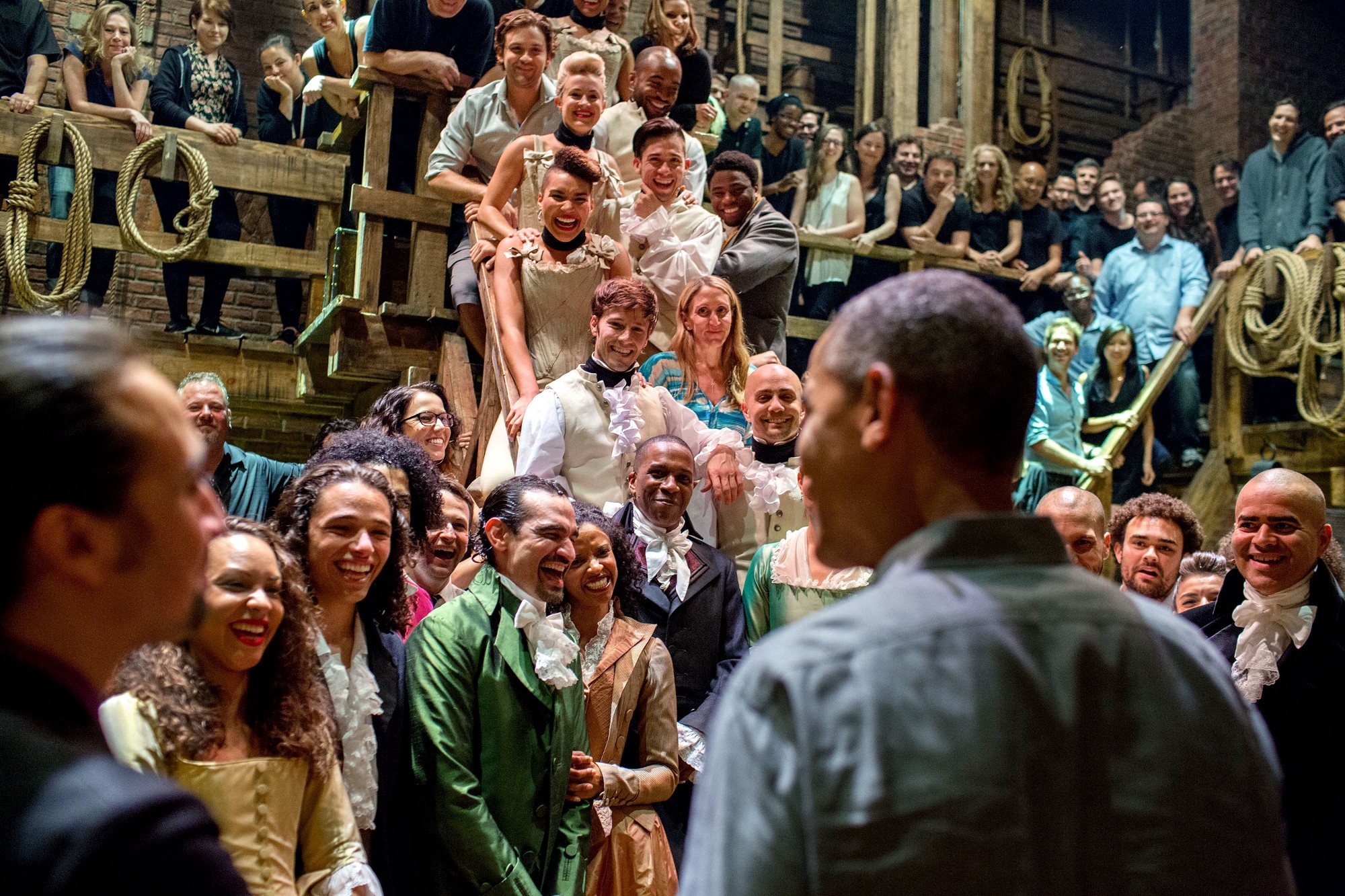
US-Präsident Barack Obama zu Gast beim Broadway-Ensemble von Hamilton

Hamilton erhielt positive Kritiken. Rolling Stone schrieb:

“Profound, audacious and deeply moving, it’s a universally acclaimed masterpiece, arguably the first real hip-hop musical. Though no movie is in the works quite yet, it’s already transcending Broadway to become a full-on phenomenon — it may well be the first piece of pop culture ever to win equal praise from Barack Obama, Dick Cheney, Lena Dunham, Joss Whedon and Steven Van Zandt. It reconnects Broadway with contemporary music, and with a mostly black and Latino cast playing Washington, Jefferson, et al., it reclaims American history for people cast to the margins of the narrative.”

„Tiefschürfend, kühn und zutiefst bewegend ist es ein allseits gefeiertes Meisterwerk, wohl das erste wirkliche Hip-Hop-Musical. Auch wenn eine Verfilmung noch nicht in Arbeit ist, wirkt es bereits über den Broadway hinaus und wird zu einem echten Phänomen – wahrscheinlich ist es das erste popkulturelle Werk, das gleichermaßen von Barack Obama, Dick Cheney, Lena Dunham, Joss Whedon und Steven Van Zandt gelobt wird. Es verbindet den Broadway wieder mit zeitgenössischer Musik und da eine überwiegend schwarze und lateinamerikanische Besetzung Washington, Jefferson usw. spielt, holt es die amerikanische Geschichte zu den Menschen zurück, die im Narrativ nur Randerscheinungen waren.“

Dagegen kritisierte die Historikerin Lyra Monteiro, dass zwar fast alle Darsteller nicht-weiß seien, dafür aber eine „weiße“ Auffassung von Geschichte zugrunde liege:

“[…] it gives Hamilton, the show, the ability to say, Oh, we’re not just telling old, white history. This isn’t your stuffy old-school history that’s just praising white people. Look, we’ve got people of color in the cast. This is everybody’s story. Which, it isn’t. It’s still white history. And no amount of casting people of color disguises the fact that they’re erasing people of color from the actual narrative.”

„[…] es gibt Hamilton, dem Musical, die Möglichkeit zu sagen: Oh, wir erzählen nicht nur alte, weiße Geschichte. Das ist keine spießige, altmodische Geschichte, die nur Weiße lobt. Schaut mal, wir haben nicht-weiße Darsteller. Das ist die Geschichte von uns allen. Was es aber nicht ist. Es ist noch immer weiße Geschichte. Und egal wie viele Darsteller Teil ethnischer Minderheiten sind, es verschleiert nicht die Tatsache, dass sie diese aus der eigentlichen Erzählung tilgen.“

### Auszeichnungen
Hamilton gewann acht Drama Desk Awards und einen Pulitzer-Preis. Bei den Tony Awards 2016 wurde Hamilton in 16 Kategorien nominiert und gewann in elf davon, die höchste bzw. zweithöchste Zahl in der Geschichte der Awards. 2018 wurden vier Hamilton creators mit einem einmaligen Sonderpreis des Kennedy-Preises geehrt.

#### Off-Broadway
| Tabellarische Übersicht der Auszeichnungen und Nominierungen | Tabellarische Übersicht der Auszeichnungen und Nominierungen | Tabellarische Übersicht der Auszeichnungen und Nominierungen | Tabellarische Übersicht der Auszeichnungen und Nominierungen | Tabellarische Übersicht der Auszeichnungen und Nominierungen |
| Jahr                                                         | Auszeichnung                                                 | Für                                                          | Kategorie                                                    | Resultat                                                     |
| ------------------------------------------------------------ | ------------------------------------------------------------ | ------------------------------------------------------------ | ------------------------------------------------------------ | ------------------------------------------------------------ |
| 2015                                                         | Drama Desk Award                                             | Hamilton                                                     | Herausragendes Musical                                       | Gewonnen                                                     |
| 2015                                                         | Drama Desk Award                                             | Renée Elise Goldsberry                                       | Herausragende Hauptdarstellerin in einem Musical             | Gewonnen                                                     |
| 2015                                                         | Drama Desk Award                                             | Thomas Kail                                                  | Herausragender Regisseur in einem Musical                    | Gewonnen                                                     |
| 2015                                                         | Drama Desk Award                                             | Lin-Manuel Miranda                                           | Herausragende Musik                                          | Gewonnen                                                     |
| 2015                                                         | Drama Desk Award                                             | Lin-Manuel Miranda                                           | Herausragende Texte                                          | Gewonnen                                                     |
| 2015                                                         | Drama Desk Award                                             | Lin-Manuel Miranda                                           | Herausragendes Buch eines Musical                            | Gewonnen                                                     |
| 2015                                                         | Drama Desk Award                                             | Nevin Steinberg                                              | Herausragendes Sound-Design in einem Musical                 | Gewonnen                                                     |
| 2015                                                         | Drama Desk Award                                             | Andy Blankenbuehler                                          | Sonderpreis Choreografie                                     | Gewonnen                                                     |
| 2015                                                         | Drama Desk Award                                             | Lin-Manuel Miranda                                           | Herausragender Schauspieler in einem Musical                 | Nominiert                                                    |
| 2015                                                         | Drama Desk Award                                             | Leslie Odom Jr.                                              | Herausragender Nebendarsteller in einem Musical              | Nominiert                                                    |
| 2015                                                         | Drama Desk Award                                             | Alex Lacamoire                                               | Herausragende Orchestrierung                                 | Nominiert                                                    |
| 2015                                                         | Drama Desk Award                                             | David Korins                                                 | Herausragendes Bühnendesign                                  | Nominiert                                                    |
| 2015                                                         | Drama Desk Award                                             | Paul Tazewell                                                | Herausragendes Kostümdesign                                  | Nominiert                                                    |
| 2015                                                         | Drama Desk Award                                             | Howell Binkley                                               | Herausragendes Lichtdesign                                   | Nominiert                                                    |

#### Broadway
| Tabellarische Übersicht der Auszeichnungen und Nominierungen | Tabellarische Übersicht der Auszeichnungen und Nominierungen | Tabellarische Übersicht der Auszeichnungen und Nominierungen | Tabellarische Übersicht der Auszeichnungen und Nominierungen | Tabellarische Übersicht der Auszeichnungen und Nominierungen |
| Jahr                                                         | Auszeichnung                                                 | Für                                                          | Kategorie                                                    | Resultat                                                     |
| ------------------------------------------------------------ | ------------------------------------------------------------ | ------------------------------------------------------------ | ------------------------------------------------------------ | ------------------------------------------------------------ |
| 2015                                                         | Grammy                                                       | Hamilton                                                     | Beste Aufnahme Musiktheater                                  | Gewonnen                                                     |
| 2016                                                         | Pulitzer-Preis                                               | Hamilton                                                     | Drama                                                        | Gewonnen                                                     |
| 2016                                                         | Tony Award                                                   | Hamilton                                                     | Bestes Musical                                               | Gewonnen                                                     |
| 2016                                                         | Tony Award                                                   | Lin-Manuel Miranda                                           | Bestes Buch eines Musicals                                   | Gewonnen                                                     |
| 2016                                                         | Tony Award                                                   | Lin-Manuel Miranda                                           | Beste Originalpartitur (Musik und Text)                      | Gewonnen                                                     |
| 2016                                                         | Tony Award                                                   | Leslie Odom Jr.                                              | Bester Hauptdarsteller eines Musicals                        | Gewonnen                                                     |
| 2016                                                         | Tony Award                                                   | Daveed Diggs                                                 | Bester Nebendarsteller eines Musicals                        | Gewonnen                                                     |
| 2016                                                         | Tony Award                                                   | Renée Elise Goldsberry                                       | Beste Nebendarstellerin eines Musicals                       | Gewonnen                                                     |
| 2016                                                         | Tony Award                                                   | Paul Tazewell                                                | Beste Kostüme eins Musicals                                  | Gewonnen                                                     |
| 2016                                                         | Tony Award                                                   | Howell Binkley                                               | Beste Beleuchtung eines Musicals                             | Gewonnen                                                     |
| 2016                                                         | Tony Award                                                   | Thomas Kail                                                  | Beste Regie eines Musicals                                   | Gewonnen                                                     |
| 2016                                                         | Tony Award                                                   | Andy Blankenbuehler                                          | Beste Choreografie                                           | Gewonnen                                                     |
| 2016                                                         | Tony Award                                                   | Alex Lacamoire                                               | Bestes Orchestrierung                                        | Gewonnen                                                     |
| 2016                                                         | Tony Award                                                   | Lin-Manuel Miranda                                           | Bester Hauptdarsteller eines Musicals                        | Nominiert                                                    |
| 2016                                                         | Tony Award                                                   | Philippa Soo                                                 | Beste Hauptdarstellerin eines Musicals                       | Nominiert                                                    |
| 2016                                                         | Tony Award                                                   | Jonathan Groff                                               | Bester Nebendarsteller eines Musical                         | Nominiert                                                    |
| 2016                                                         | Tony Award                                                   | David Korins                                                 | Beste Bühnengestaltung eines Musicals                        | Nominiert                                                    |